# Гарет Дилахънт
Гарет Дилахънт (на английски: Garret Dillahunt) (роден на 24 ноември 1964 г.) е американски актьор. Известен е с ролята си на Бърт Ченс в сериала „Да отгледаш Хоуп“.

## Частична филмография

### Филми
- „Твърда вяра“ (The Believer, 2001)
- „Няма място за старите кучета“ (No Country for Old Men, 2007)
- „Убийството на Джеси Джеймс от мерзавеца Робърт Форд“ (The Assassination of Jesse James by the Coward Robert Ford, 2007)
- „Последната къща отляво“ (The Last House on the Left, 2009)
- „Зимен дар“ (Winter's Bone, 2010)
- „Убивай ги нежно“ (Killing Them Softly, 2012)
- „Looper: Убиец във времето“ (Looper, 2012)
- „12 години в робство“ (12 Years a Slave, 2013)

### Телевизия
- „Полицейско управление Ню Йорк“ (NYPD Blue, 1996)
- „Досиетата Х“ (The X-Files, 1998)
- „Хилядолетие“ (Millennium, 1998)
- „Закон и ред“ (Law & Order, 2002 – 2006)
- „От местопрестъплението“ (CSI: Crime Scene Investigation, 2003 – 2009)
- „Дедууд“ (Deadwood, 2004 – 2005)
- „Проникване“ (The Inside, 2005)
- „От местопрестъплението: Ню Йорк“ (CSI: NY, 2005)
- „4400“ (The 4400, 2005 – 2006)
- „Спешно отделение“ (ER, 2005 – 2006)
- „Книга на Даниъл“ (The Book of Daniel, 2006)
- „Криминални уравнения“ (Numbers, 2006)
- „Щети“ (Damages, 2007)
- „До живот“ (Life, 2007 – 2009)
- „Терминатор: Хрониките на Сара Конър“ (Terminator: The Sarah Connor Chronicles, 2008 – 2009)
- „Престъпни намерения“ (Criminal Minds, 2009)
- „Излъжи ме“ (Lie to Me, 2009)
- „Закон и ред: Специални разследвания“ (Law & Order: Special Victims Unit, 2009)
- „Престъпления от класа“ (White Collar, 2009)
- „Разведен“ (Gary Unmarried, 2010)
- „Извън играта“ (Burn Notice, 2010 – 2013)
- „Глейдс“ (The Glades, 2010)
- „Да отгледаш Хоуп“ (Raising Hope, 2010 – 2014)
- „Пазителят на Мемфис“ (Memphis Beat, 2011)
- „Елементарно, Уотсън“ (Elementary, 2014)
- „Божията ръка“ (Hand of God, 2014 – 2017)
- „Праведен“ (Justified, 2015)
- „Бруклин девет-девет“ (Brooklyn Nine-Nine, 2015)
- „Сляпо петно“ (Blindspot, 2017)
- „Необикновените“ (The Gifted, 2017)
- „Страхувайте се от живите мъртви“ (Fear the Walking Dead, 2018 – понастоящем)